# رینجیرکا
رینجیرکا (به اسپانیایی: Rinrijirca) یک کوه در پرو است که در منطقه انکاش واقع شده‌است. رینجیرکا ۵٬۸۱۰ متر بالاتر از سطح دریا واقع شده‌است.